# Rhizodiscina proteae
Rhizodiscina proteae är en svampart som beskrevs av Marinc., M.J. Wingf. & Crous 2008. Rhizodiscina proteae ingår i släktet Rhizodiscina och familjen Patellariaceae.   Inga underarter finns listade i Catalogue of Life.